# Nemeskér, Győr-Moson-Sopron
Nemeskér (croată Namišir, germană Altedlein) este un sat în districtul Sopron, județul Győr-Moson-Sopron, Ungaria, având o populație de 221 de locuitori (2011). 

## Demografie
Componența etnică a satului Nemeskér
     Maghiari (97,65%)
     Germani (2,35%)
Componența confesională a satului Nemeskér
     Romano-catolici (57,01%)
     Luterani (24,43%)
     Necunoscută (18,55%)
Conform recensământului din 2011, satul Nemeskér avea 221 de locuitori. Din punct de vedere etnic, majoritatea locuitorilor (97,65%) erau maghiari, cu o minoritate de germani (2,35%).  Din punct de vedere confesional, majoritatea locuitorilor (57,01%) erau romano-catolici, cu o minoritate de luterani (24,43%). Pentru 18,55% din locuitori nu este cunoscută apartenența confesională.